# Феденко, Владимир Дмитриевич
Владимир Дмитриевич Феденко (Пустой шаблон {{ВД-Преамбула}} ) — советский хоккеист, нападающий. Мастер спорта СССР. Российский тренер.

## Биография
Воспитанник ЦСКА. Выступал за команды СКА МВО Липецк (1975/76 — 1977/78), «Кристалл» Саратов (1977/78 — 1978/79, 1981/82 — 1983/84, 1987/88), «Крылья Советов» (1979/80 — 1980/81), «Химик» Энгельс (1985/86 — 1988/89).
В высшей лиге провёл три сезона (1979/80 — 1981/82), сыграл 129 матчей.
Обладатель Кубка Шпенглера 1979.
В 2009—2011 годах работал тренером в команде 2000 года рождения подольского «Витязя».